# Martin Eisengrein

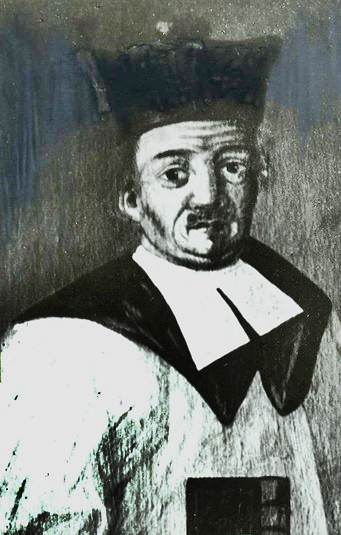
Martin Eisengrein

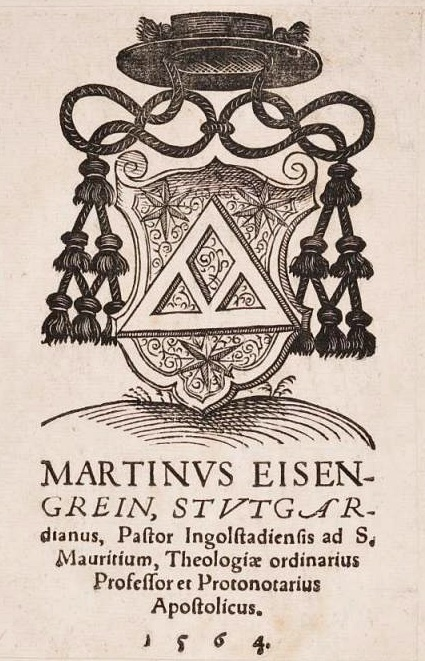
Wappen als Apostolischer Protonotar

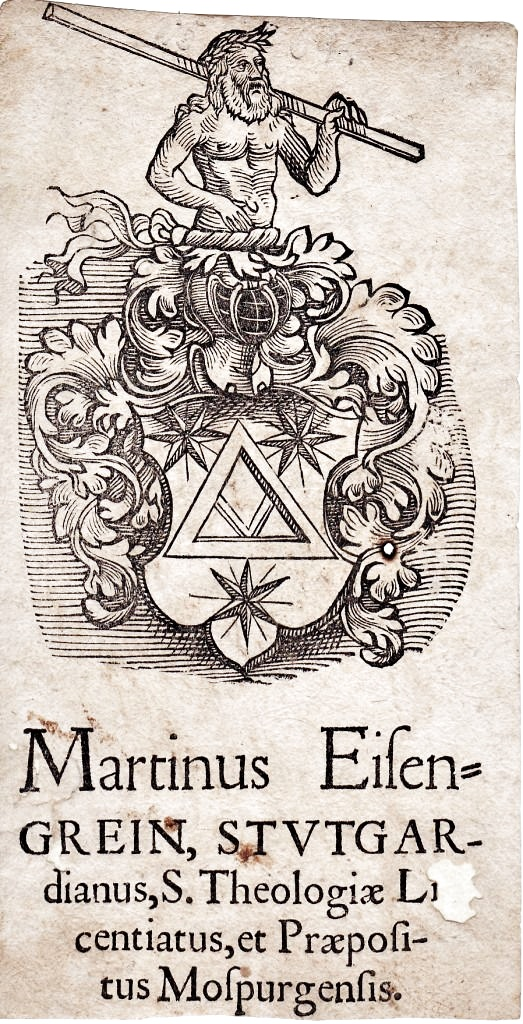
Exlibris mit Familienwappen

Martin Eisengrein, auch Eysengreyn, Eysengrein, Eisengrin, Isengrin u. ä. (* 28. Dezember 1535 in Stuttgart; † 3. Mai 1578 in Ingolstadt) war ein deutscher römisch-katholischer Priester, Kontroverstheologe und Hochschullehrer.

## Herkunft und Familie
Martin Eisengrein wurde am 28. Dezember 1535 in Stuttgart als Sohn lutherischer Eltern geboren. Sein Vater Martin Eisengrein (1507–1567) fungierte dort als Bürgermeister und Stiftsverwalter, die Mutter hieß Anna geb. Kienzer († 1542). Martins Halbbruder Balthasar Eysengrein (1547–1611), wirkte als Juraprofessor an der Universität Tübingen; der Speyerer Theologe und Historiker Wilhelm Eisengrein (1543–1584) sowie dessen Bruder Johann Jakob Eisengrein († 1597), Reichshofrat und kaiserlicher Kanzler zu Prag waren ihre Cousins.

## Leben und Wirken
Er studierte an den Universitäten Tübingen, Ingolstadt und Wien. An letzterer  wurde er im Jahr 1555 zum Doktor der Philosophie sowie Professor der Sprachfertigkeit, zwei Jahre später zum Professor der Naturphilosophie ernannt. Unter dem Einfluss seines Onkels, des Reichsvizekanzlers Jakob von Jonas († 1558), trat er um 1558 zum katholischen Glauben über und wurde 1560 Priester sowie Domprediger an St. Stephan.
1562 berief man Eisengrein zum Pfarrer von St. Moritz in Ingolstadt, im gleichen Jahr zudem als Professor an die dortige Universität. Hier war er mehrfach Rektor und Dekan, überdies wurde er Propst von St. Kastulus in Moosburg und 1567 von Altötting. 1568 und 1569 wirkte Eisengrein in Wien als Hofprediger Kaiser Maximilians II.; 1570 kehrte er zur Universität Ingolstadt zurück und wurde dort auch Superintendent (Inspektor). Eisengrein war zudem Dompropst von Passau und besaß eine Pfarrpfründe in Wien. Durch Vermittlung von Schenkungen und durch sein testamentarisches Vermächtnis begründete er die Universitätsbibliothek in Ingolstadt. Kardinal Stanislaus Hosius, Bischof Johann Eglof von Knöringen, Simon Eck (Bruder von Johannes Eck) sowie der Kölner Kanoniker Tilmann Bredenbach gehörten zu seinen Freunden.
Martin Eisengrein verstarb am 3. Mai 1578, in Ingolstadt.
Die Neue Deutsche Biographie schreibt über ihn: „...eine imponierende Persönlichkeit von tadellosem Wandel, lehnte die Bischofswürde von Gurk und Laibach ab und sah in seinen Pfründen vor allem neue Arbeitsfelder für seinen seelsorgerlichen Eifer.“ 
In dem Buch Die Ludwig-Maximilians-Universität in ihren Fakultäten (1972) heißt es: „Eisengrein... verfasste oft aufgelegte Predigtwerke, religiöse Bücher für das Volk und zahlreiche kontroverstheologische Schriften, in denen besonders seine Kenntnis der Kirchenväter ins Auge fällt. An den meisten kirchlichen Reformen Bayerns war er maßgeblich beteiligt, dabei wirkte er eher friedlich und versöhnlich als schroff polemisch. Eisengrein erscheint in allen Stadien seines Lebens als wahrhaftige, durch Klugheit und Sittenreinheit ausgezeichnete Persönlichkeit.“

## Werke
- De certitudine gratiae
- Historia Mariae Veteris Oettingensis
- De cursu philosophico et paedagogico